# Oxytettix cataphractus
Oxytettix cataphractus är en insektsart som beskrevs av Rehn, J.A.G. 1937. Oxytettix cataphractus ingår i släktet Oxytettix och familjen torngräshoppor. Inga underarter finns listade i Catalogue of Life.